# Northfield (New Hampshire)
Pour les articles homonymes, voir Northfield.
Northfield est une municipalité américaine située dans le comté de Rockingham au New Hampshire. Selon le recensement de 2010, sa population est de 4 829 habitants.

## Géographie
La municipalité s'étend sur 29,17 milles carrés (75,55 km2), dont 0,34 milles carrés (0,88 km2) d'étendues d'eau. Elle comprend une partie du census-designated place de Tilton Northfield (en) : 1 456 habitants sur 1,08 milles carrés (2,8 km2) ; l'autre partie se trouvant à Tilton.

## Histoire
En 1780, Northfield devient une municipalité indépendante de Canterbury, dont elle constituait la partie nord (north signifiant « nord » et field signifiant « champ»).